# Простошапкопсиди
Простошапкопсиди (Haplomitriopsida) — нещодавно визнаний клас печіночників, що включає п'ятнадцять видів у трьох родах. Нещодавні кладистичні аналізи ядерних, мітохондріальних і пластидних генних послідовностей відносять цю монофілетичну групу до базальної сестринської групи для всіх інших печіночників.

## Опис
Рослини Treubia ростуть у вигляді розпростертого листяного талому. Роздвоєні листки розширюються, як крила, з обох боків середньої жилки, або можуть бути складені вгору та притиснуті один до одного, що надає рослинам гофрований вигляд. Навпаки, Haplomitrium росте у вигляді підземного кореневища з прямостоячими листяними стеблами. Тонкі, округлі листки розташовані навколо вертикальних стебел, створюючи вигляд м’якого моху. Вид Haplomitrium ovalifolium з Австралії часто має роздвоєне листя, яке асиметричне, дещо схоже на листя Treubia.
Haplomitrium має низку унікальних ознак, які відрізняють його від інших печіночників, наприклад відсутність ризоїдів. Вегетативні стебла мають центральну водопровідну нитку з великими отворами, що походять від плазмодесми. Цей центральний ланцюг оточений циліндром клітин, які проводять їжу по всій рослині. Подібне розташування нагадує про ксилему та флоему судинних рослин. Попри те, що деякі види печіночника талоїдного роду Pallaviciniaceae також мають центральну провідну нитку, Haplomitrium відрізняється тим, що має шар, що проводить їжу, і не виробляє калози.
Treubia також має ознаки, які відрізняються від тих, що зустрічаються в інших мохоподібних, такі як диференціація п’яти ідентифікованих зон у середній жилці стебла. На відміну від інших листяних видів, масляні тільця в його клітинах обмежені певними скупченнями клітин, як це відбувається у Marchantiopsida. Ці скупчення масляних тіл з’являються у вигляді темних плям на листках, коли рослину підносять до світла.

## Різноманіття
Живі представники групи демонструють по суті гондванський розподіл з центром різноманітності в Австралазії. Такий розподіл означає, що сучасні роди випромінювалися до початку крейдяного періоду, коли Гондвана розпалася. Шустер припускає, що види, поширені в північній півкулі, «спливли» на Індостан до Азії, а потім поширилися через Берингову протоку до Північної Америки.

## Класифікація
- Підклас Haplomitriidae Stotler & Crand.-Stotl.
  - Ряд Calobryales Campbell ex Hamlin 1972 [Haplomitriales Buch ex Schljakov 1972]
    - Родина Haplomitriaceae Dědeček 1884
      - †Gessella Poulsen 1974
      - Haplomitrium Nees 1833 nom. cons. (8 видів)
- Підклас Treubiidae Stotler & Crand.-Stotl.
  - Ряд Treubiales Schljakov 1972
    - Родина Treubiaceae Verdoorn 1932
      - Apotreubia Hattori & Mizutani 1966 (2 види)
      - Treubia Goebel 1890 nom. cons. non Pierre 1890 (6 видів)